# Bronckhorst
Pronunciação
Bronckhorst é um município em Guéldria, nos Países Baixos. O município é o resultado de uma união de Hengelo, Hummelo en Keppel, Steenderen, Vorden e Zelhem, em 1 de janeiro de 2005. O novo município foi nomeado assim por causa do castelo medieval, de mesmo nome, e pela família Bronckhorst, que vive no município. A área total do município é de 286,41 km² (onde: 283,63 km² é terra; 2,78 km² é água). A população total (em 1 de janeiro de 2007) é de 37.779. Isso quer dizer uma densidade demográfica de 133 habitantes/km².

## Relações externas
- Site oficial